# Kouty (Havlíčkův Brod)
Kouty è un comune della Repubblica Ceca facente parte del distretto di Havlíčkův Brod, nella regione di Vysočina.